# 布莱尔-布朗协议

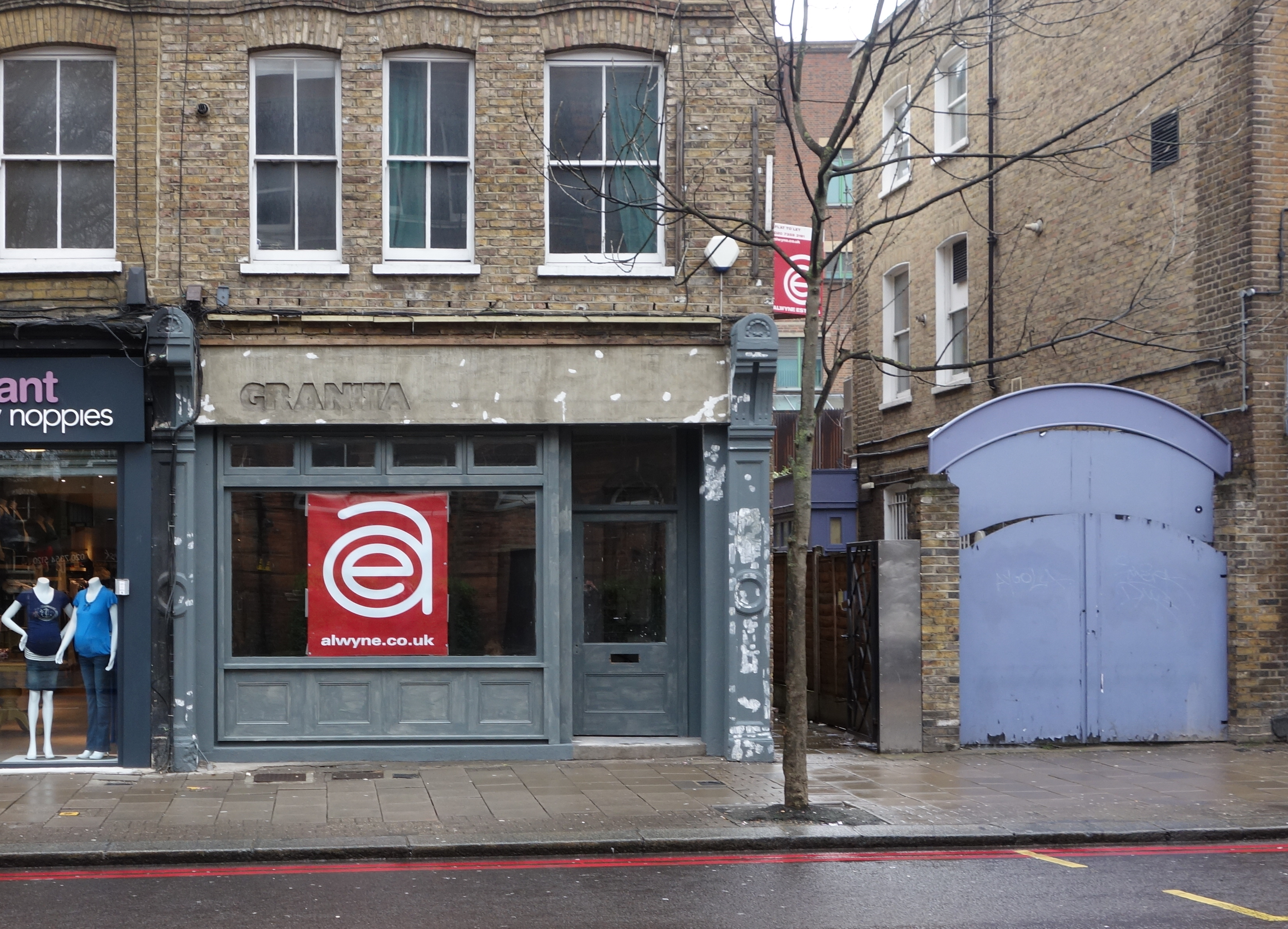
位于伊斯灵顿上街127号的格兰塔餐厅，据称这里就是布莱尔和布朗做交易的地方。图为2013年初。

布莱尔-布朗协议（或称格兰塔协定）是指1994年5月，英国工党政治家时任影子内政大臣托尼·布莱尔和时任影子财政大臣戈登·布朗之间达成一项据称的君子协定。

人们普遍认为，在工党领袖约翰·史密斯在5月12日意外死亡之后，两人在伦敦伊斯灵顿现在已经关张的的格兰塔餐厅会面，布朗同意不参加即将举行的工党领袖选举，以便布莱尔能够获得更得轻松的胜利。作为回报，布朗未来将在由布莱尔领导的政府中获得制定国内政策广泛的权力;人们还普遍认为，如果布莱尔被任命为首相，他只能担任这个职务不超过两个任期，然后辞职支持布朗继任。布莱尔将继续领导工党在1997年大选中获得压倒性胜利。多年来，两人一直否认之间存在任何交易。

## 争议
这笔交易的存在被布莱尔、布朗和他们的许多同事公开否认了好几年，引起了人们关于是什么、在哪里和达成与否等问题的许多争议。卫报在2003年6月发表了一份书面说明，称布朗曾提出政策领域作为交易的一部分，即工党政府统治下的“社会正义、就业机会和职业技能”组成的“公平议程”。2003年10月，专栏作家汤姆·布朗告诉英国广播公司，布朗在交易达成后的第二天告诉了他这笔交易。汤姆布朗对BBC苏格兰频道说：
我绝对肯定有一个交易，戈登是在交易完成后第二天的早晨打电话告诉我的。但同时我也相信，两个人最终达成的交易与他们各自心中设想的不一样。他们没有把它写在纸上。戈登认为布莱尔将会信守承诺按时下台，布莱尔则认为自己没有做出遵守任何时间表的承诺。
英国第四台的调度2007年的一期节目被冠以“戈登·布朗：适合（任首相）吗？”的题目，声称布朗在失去了彼得·曼德尔森和其他朋友的支持后感到背叛，缺乏支持，而不是任何交易，使他决定不去做领袖。

2001年BBC记者詹姆斯·诺迪撰写的书“宿敌：政治婚姻的亲密故事”，详细介绍了两位政客之间的协议。布莱尔和布朗从1983年到1994年的关系，最终导致格兰塔会议的深刻戏剧化 - 是2003年斯蒂芬·弗里尔斯执导的电影《谁主英伦》，由彼得·摩根部分地参考诺迪的书编写。在这部电影中，主演迈克尔·辛饰演布莱尔，大卫·莫瑞瑟饰演布朗。电影片头的字幕（受1969年电影《虎豹小霸王》启发）告诉观众“以下大部分内容都是真实的”。

### 会晤地点
2010年皮尔斯·摩根在接受电视采访时说，布朗保证自己会推迟对工党领导层的挑战，布莱尔则答应在稍后将权力交给布朗，但在布莱尔食言后两个人陷入痛苦的（从布朗的角度看来）拉锯战中。布朗还表示，这笔交易没有发生在格兰塔餐厅里，而是在两人进入餐厅会面之前。在布莱尔的妻子切丽·布莱尔的自传中，她说这笔交易没有发生在餐厅，而是在一个邻居的家中。